# Mora de Rubielos
Mora de Rubielos es una localidad y municipio capital de la comarca Gúdar-Javalambre en la provincia de Teruel, en la comunidad autónoma de Aragón, España. Tiene un área de 166,20 km²  con una población de 1568 habitantes (INE 2023) y una densidad de 9,42 hab/km².

## Toponimia
La villa en sus orígenes se llamó solamente Mora, posteriormente Mora de Aragón, y, finalmente, la administración la denominó Mora de Rubielos en 1860, para distinguirla de sus homónimas diseminadas por el resto del país.
El nombre remonta al latín MAURA “villa de MAURUS”, cognomen tardío con tintes cristianos o indicador de origen mauritano, que abunda en las inscripciones. Aparte de los topónimos procedentes de nombres de villas en ANA, INA y ONE, existió otro modelo basado en el empleo del nombre propio sin sufijo, pero con la terminación femenina para darle el valor adjetivo en concordancia con "villa". Este es el caso de Mora de Rubielos.

## Geografía
La villa de Mora de Rubielos se halla situada en la región del Alto Mijares turolense, a orillas del río Fuen Lozana y al pie de la sierra de Gúdar. Se halla diseminada en tres entidades de población bien definidas: las masías, cuya población es básicamente emigrante y está en trance de desaparición; los barrios de Santa Lucía, Troya, El Aliagarico, El Plano, La Cuba y Los Masecicos, que conservan su población; y, por último, el casco urbano propiamente dicho.
Está a una altitud de 1035 m sobre el nivel del mar y tiene un clima con inviernos largos, secos y fríos que alternan con veranos cortos, templados y suaves, entrando en el denominado «clima de media montaña». La clasificación del clima de Köppen-Geiger es Cfb. Su temperatura media anual es de 10,6 °C y su precipitación de 551 mm.

## Historia

### Prehistoria
En Mora de Rubielos se localizan dos importantes yacimientos arqueológicos. El primero de ellos, «La Hoya Quemada», corresponde a un poblado del Bronce Medio ubicado en la cuenca alta del río Mijares, próximo al actual pueblo. Se han descubierto parte de cinco grandes estancias de planta rectangular, todas ellas con un banco adosado realizado con arcilla y piedra. Los muros son de mampostería de piedra y manteado de arcilla mezclada con paja. El enlucido de barro y el posterior encalado de las superficies, se observa tanto en paredes como en algunas partes de suelo. La cerámica asociada a este yacimiento corresponde a cuencos de paredes abiertas, vasijas carenadas con asas en cinta o con pezones y vasijas globulares de mediano y gran tamaño. Corresponde a un hábitat del Bronce Medio cuya cronología se estima en torno al año 1500 a. C.
En el segundo yacimiento, «La Cueva del Coscojar», se ha encontrado material lítico que pertenece culturalmente al Neolítico, restos muy alterados de enterramientos humanos del Eneolítico y cerámica del Bronce Medio. Destaca la presencia de cerámica ibérica. Por otra parte, las características de esta cueva hicieron que fuera utilizada como refugio durante la Guerra Civil.
Durante la Edad Media, el territorio de Mora fue reconquistado por las tropas de Alfonso II el Casto, siendo hasta la toma de Rubielos en 1204 la posición más avanzada de las fuerzas cristianas frente a los musulmanes del Reino de Valencia. Posteriormente, fue objeto de sucesivas donaciones y ventas; en 1198 Pedro Ladrón recibió la villa y el castillo de manos de Pedro II, pero su sucesor Jaime I la incluyó en la baronía de Jérica, donándola a su hijo natural Don Jaime.
Mora fue ocupada por las tropas castellanas en la guerra de los dos Pedros pero volvió a manos aragonesas en 1364, recibiendo un privilegio de Pedro IV por el que se comprometía a no separarla de la corona. Tal privilegio no fue tenido en cuenta, siendo la villa y castillo vendidos al vizconde de Cardona, Don Hugo, quien, a su vez, los vendió a Blasco Fernández de Heredia en 1367. Finalmente, el linaje de los Fernández de Heredia se instaló en la población y un amplio territorio bajo la fórmula de Señorío, fundado por el Gran Maestre de la Orden de San Juan de Jerusalén Juan Fernández de Heredia. En esta localidad estuvo instalada una aduana para la recaudación de impuestos sobre el comercio con Valencia.
A fines del siglo XV los Fernández de Heredia elevaron a Mora con el título de Marquesado y tras la Guerra de Sucesión, como partidaria de Felipe V de Borbón, recibió el título de «Fidelísima» y la flor de lis en su escudo.
Pascual Madoz, en su Diccionario geográfico-estadístico-histórico de España de 1845, describe la localidad «dividida en dos partes, llamada una Villa nueva y la otra Villa Vieja, a las cuales separa un pequeño arroyo o barranco; se compone de unas 500 casas de regular construcción, siendo muy notable la del ayuntamiento». En cuanto a su economía, destaca la producción de trigo, maíz, judías, patatas, cebollas y verduras, así como la existencia de ganado lanar. Menciona también la fabricación de bayetas de color café y cómo en el pasado se tejían sayales para las comunidades religiosas, pero que la extinción de éstas había acabado con dicha industria empobreciendo la villa.

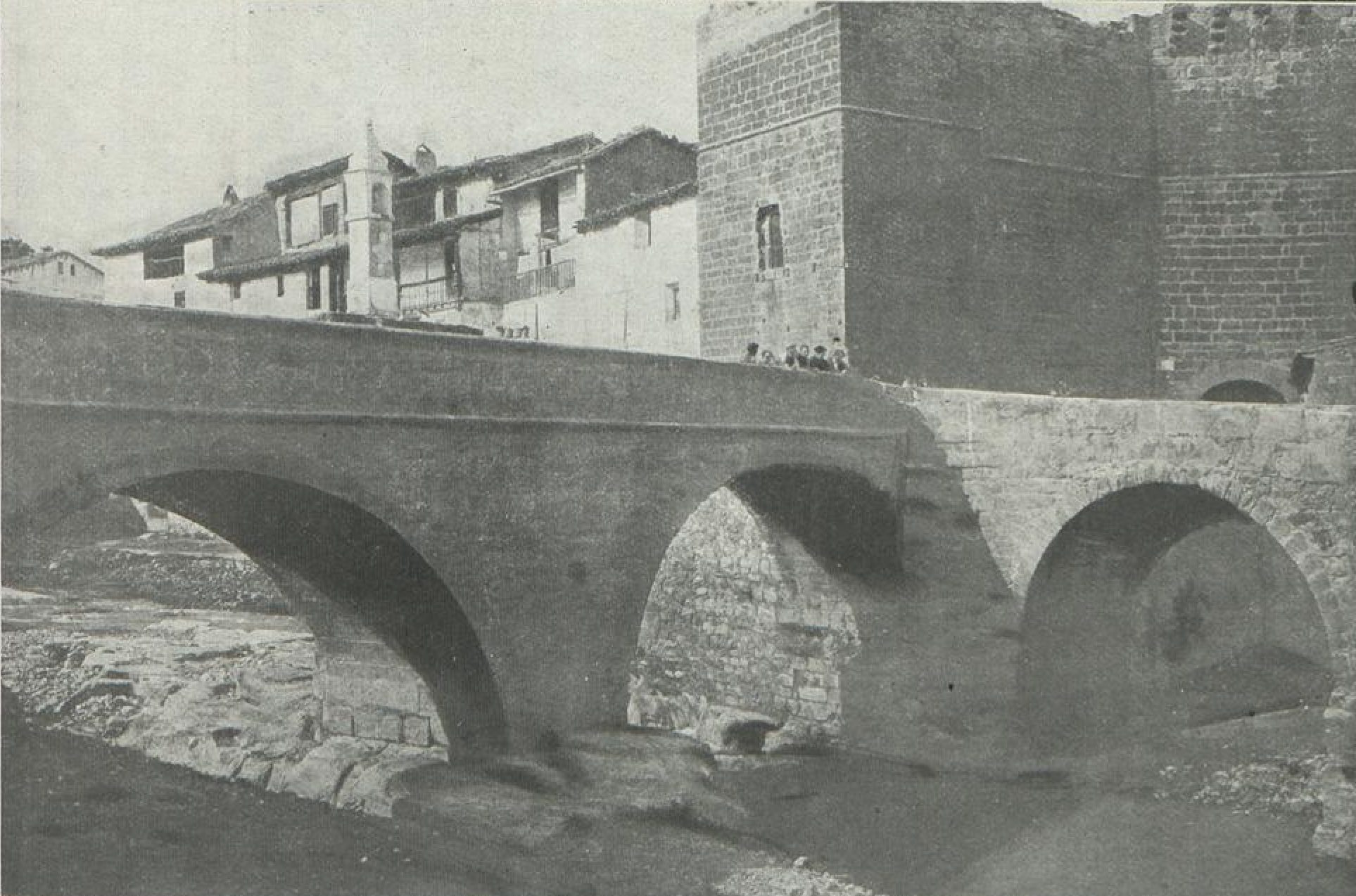
Puente viejo en una fotografía de comienzos del

Aunque la Guerra de la Independencia y las guerras carlistas dejaron huella en Mora, el mayor protagonismo de la villa tuvo lugar durante la Guerra Civil. En una fase de la batalla de Teruel (1937-1938), tras la caída de Andorra y Alcañiz, Mora de Rubielos quedó como capital de la zona republicana. Para mayo de 1938, el territorio de dominio republicano en la provincia era defendido por un conjunto de las líneas escalonadas de unos cien kilómetros de extensión conocidas como el «Gran Arco de Mora de Rubielos». Conforme avanzó la contienda, Mora cayó en una situación comprometida por el avance del ejército de Franco —quedando dentro de la denominada «Bolsa de Mora de Rubielos»— hasta que finalmente, el 16 de julio, las tropas del general Varela rompieron el frente a la altura de esta localidad. El parte de guerra del bando "nacional" así lo reflejaba: «en el frente de Teruel han llevado a cabo nuestras tropas hoy un profundo... avance en un frente de más de treinta y cinco kilómetros, habiéndose ocupado y rebasado, además de muchas posiciones de gran importancia, el pueblo de Mora de Rubielos». Durante unos días el cuartel general del general Franco estuvo en la localidad.

## Demografía
Mora de Rubielos cuenta con una población de 1618 habitantes (INE 2024).
| Gráfica de evolución demográfica de Mora de Rubielos entre 1842 y 2021                                                                                    |
| |
| Población de derecho según los censos de población del INE Población de hecho según los censos de población del INEEn este censo se denominaba Mora: 1842 |

A finales del siglo XV, la población de Mora de Rubielos superaba los 700 habitantes. En los siglos posteriores iría incrementándose hasta los 2500 habitantes de finales del siglo XVIII, ascenso que continuó en el siglo XIX, alcanzando los 3264 habitantes en 1890. Mora era entonces la quinta población de la provincia, siendo Teruel solo tres veces mayor.
Sin embargo, en el siglo XX su evolución demográfica fue claramente negativa, aunque ha habido cierta recuperación en los últimos años.
Su población en 2023 es de 1568 habitantes. Dentro del municipio se encuentra el despoblado de La Olmedilla.

## Administración y política
| Período   | Alcalde                        | Partido |  |
| --------- | ------------------------------ | ------- |  |
| 1979-1983 | José María Clemente Ríos       | Ind.    |  |
| 1983-1987 |                                |         |  |
| 1987-1991 |                                |         |  |
| 1991-1995 | José María Clemente Ríos       | PAR     |  |
| 1995-1999 | Miguel Sebastián Perales       | PP      |  |
| 1999-2003 | Miguel Sebastián Perales       | PP      |  |
| 2003-2007 | Francisco Javier Báguena Bueso | PSOE    |  |
| 2007-2011 | Francisco Javier Báguena Bueso | PSOE    |  |
| 2011-2015 | Francisco Javier Báguena Bueso | PSOE    |  |
| 2015-2017 | Jorge Alcón Gargallo           | PAR     |  |
| 2017-2019 | Hugo Arquímedes Ríos Navarro   | PAR     |  |
| 2019-2023 | Hugo Arquímedes Ríos Navarro   | PAR     |  |
| 2023-act. | Hugo Arquímedes Ríos Navarro   | PAR     |  |

| Partido político    | Partido político                                   | 2003   | 2007   | 2011   | 2015   | 2019   | 2023   |
| Partido político    | Partido político                                   | Ediles | Ediles | Ediles | Ediles | Ediles | Ediles |
|                     | Partido de los Socialistas de Aragón (PSOE-Aragón) | 5      | 4      | 6      | 4      | 3      | 2      |
|                     | Partido Aragonés (PAR)                             | 1      | 1      | 1      | 4      | 5      | 3      |
|                     | Partido Popular (PP)                               | 3      | 1      | 2      | 1      | 1      | 4      |
|                     | Partido Ciudadanos Unidos de Aragón (pCUA)         | —      | 3      | —      | —      | —      | —      |
|                     | Chunta Aragonesista (CHA)                          | 0      | —      | —      | —      | —      | —      |
| Total de concejales | Total de concejales                                | 9      | 9      | 9      | 9      | 9      | 9      |

## Cultura

### Patrimonio

#### Antigua colegiata de Santa María

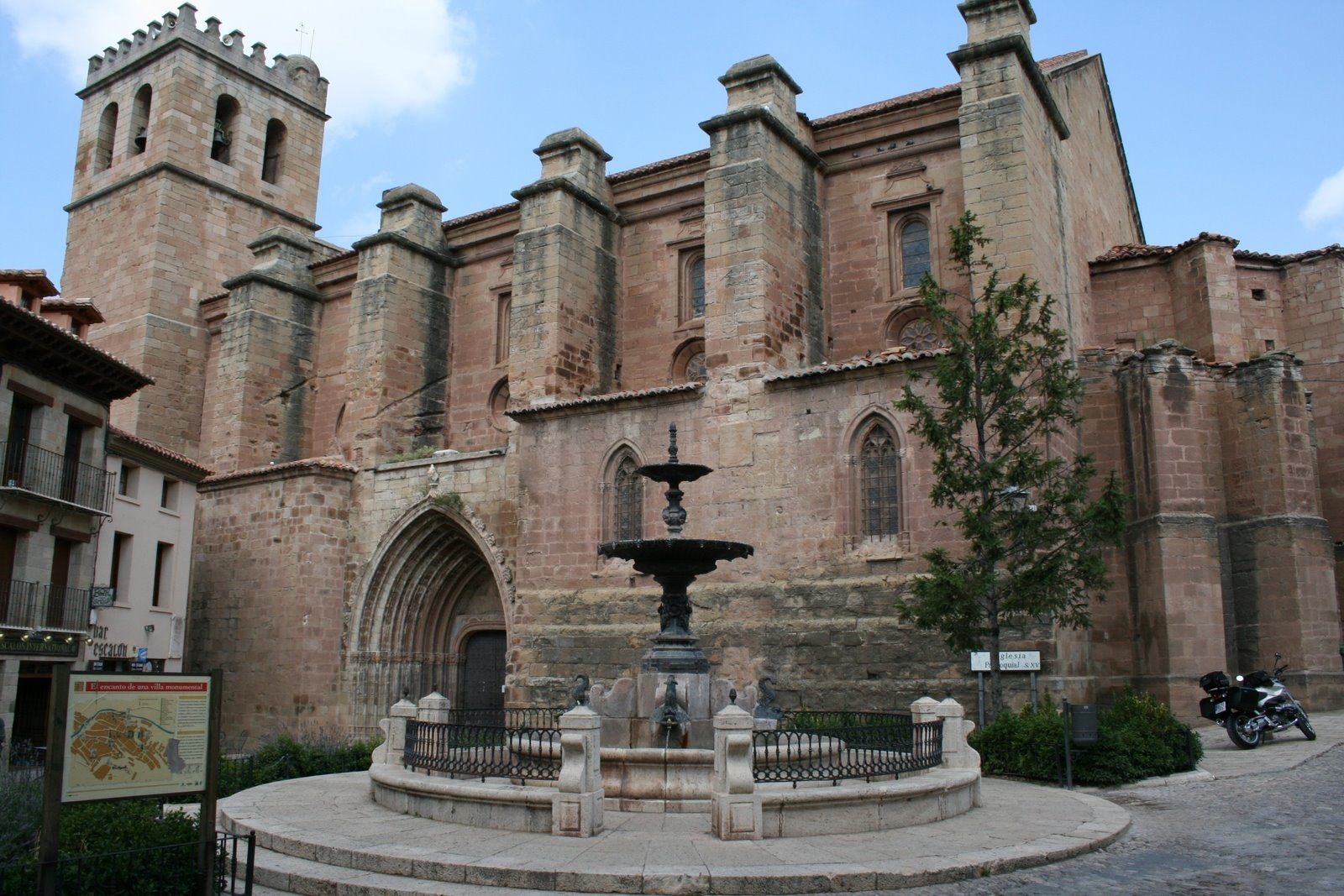
Excolegiata de Santa María, templo gótico del

Es un templo de estilo gótico de mediados del siglo XIV construido con piedras procedentes de las canteras de la zona, gracias al mecenazgo de los Fernández de Heredia. Consta de una nave única con capillas dispuestas entre los contrafuertes, siendo su aspecto compacto y sencillez de concepción típicos del gótico levantino. La anchura de su nave es de 19 m, solo superada —dentro del gótico hispano— por la de la catedral de Gerona. La nave se divide en cinco tramos cubiertos con bóveda de crucería, y se cierra mediante cabecera de tres ábsides poligonales de cinco lados, reforzados exteriormente por los contrafuertes.
Al exterior, destaca su portada abocinada, abierta en el tercer tramo del costado sur. Presenta un arco apuntado, con arquivoltas que se apoyan en jambas molduradas.
El interior es escaso en adornos, limitándose a motivos románicos en las capillas, repetidos rítmicamente, y a algunos ornamentos añadidos en las obras realizadas en 1763. Durante la Guerra Civil, la iglesia albergó talleres militares, almacenes y fue puesto de vigilancia y, finalizada la contienda, quedó en un estado ruinoso. No obstante, su valor artístico hizo que en 1944 fuese declarada Monumento Nacional y, ya en el 2004, fuera declarada Bien de Interés Cultural por el Gobierno de Aragón.

#### Ermitas
En la actualidad se conservan cinco ermitas en Mora. La ermita de Loreto, construida en 1547 y reformada en 1798, posee una sola nave con dos tramos, cabecera semicircular —conchiforme— y cubierta con bóveda de medio cañón con lunetos. La ermita de San Roque data del siglo XVII y, como la anterior, es de una sola nave en piedra sillar y mampuesto. La ermita de la Soledad es también de nave única y cubierta con bóveda de medio cañón con lunetos.
La ermita de la Dolorosa es de dudosa cronología, si bien la reforma que sufrió en 1969 hizo que perdiese su estructura original. A diferencia de las anteriores, cuenta con un óculo sobre la puerta de acceso así como con una espadaña. Por último, la ermita de San Miguel es un edificio del siglo XVIII, de mampostería y piedra sillar para resalte de las esquinas. En el exterior destacan las tejas de cerámica azul de la cúpula y los aleros de ladrillo decorados con dientes de sierra. Fue reconstruida en 1978.

#### Castillo-palacio de los Fernández de Heredia

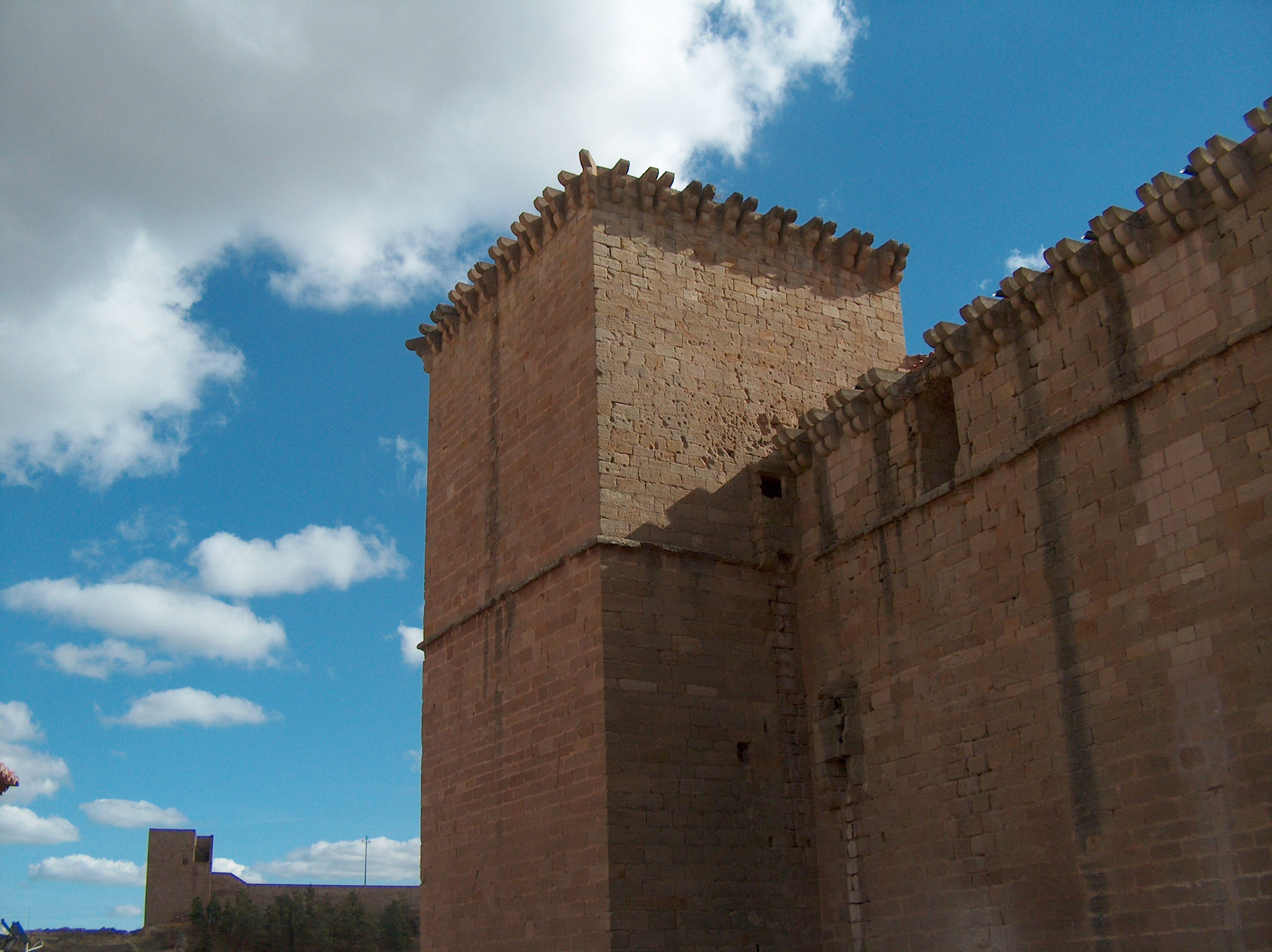
Castillo Palacio de los Fernández de Heredia

El Castillo se alza sobre una plataforma rocosa en lo alto de la villa. De gran magnitud, destaca el edificio tanto en superficie como en espesor de sus muros, lo que entroncaría con el carácter macizo y sobrio del gótico mediterráneo.
No fue concebido exclusivamente con una finalidad castrense, sino también residencial, por lo que combina elementos de arquitectura militar con otros de raigambre palaciega y señorial.
Existente ya en 1198, la parte más antigua corresponde al estilo románico del siglo XII —las dos salas situadas bajo el nivel del patio— mientras que las torres defensivas, la capilla y crujías del patio porticado son de los siglos XIV y XV. En la actualidad, alberga el Museo Etnológico y una biblioteca especializada. En verano es sede del «Festival Puerta al Mediterráneo».

#### Otras obras de arquitectura civil

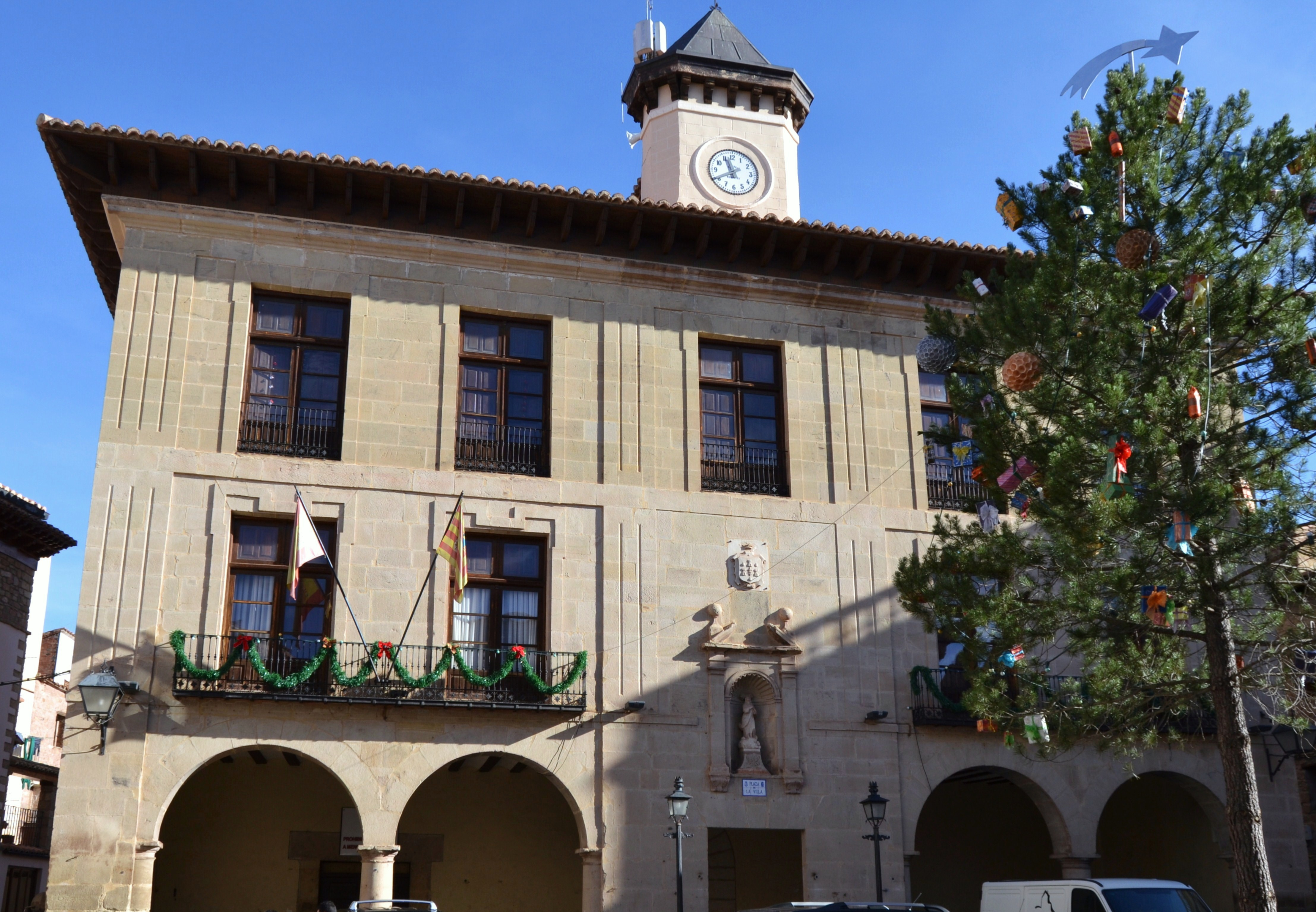
Ayuntamiento de Mora

El Ayuntamiento, de volumen paralelepipédico, es un edificio muy macizo. Su fachada de sillería corresponde al estilo herreriano de la primera mitad del siglo XVII, sobria y con moldurajes simples de tipo geométrico.
La villa contiene varios arcos y portales notables, como el Arco del Calvario, de sillería y construido en 1801, el Portal de Alcalá, el Portal de Cabra o el Primer Portal de Rubielos, curiosa torre-puerta que data de 1380. Otro portal, denominado Nuevo Portal de Rubielos, erigido a finales del siglo XIV y desmantelado posteriormente por dificultar el paso de camiones y carros, fue reconstruido en 1993.
También hay que mencionar el Puente Viejo o del Milagro, construcción de tablero plano, con dos ojos, uno de ellos en arco de medio punto y otro ligeramente apuntado. En la zona del tajamar se alza un pilón con la imagen en azulejos de la Virgen del Primer Dolor.

### Fiestas
- Hogueras de San Pedro, del 30 de abril al 2 de mayo.
- Romería de San Antonio, el 13 de junio.
- Fiestas patronales de San Miguel, el 29 de septiembre. Son las más importantes y duran toda una semana. De especial relevancia en los festejos es el «toro embolado», cuyos orígenes documentados datan del siglo XV.
- Feria de ganados, maquinaria agrícola y artesanía.
- Festival de verano «Puerta al Mediterráneo». La actividad cultural que más fama y prestigio ha adquirido de todas las que se desarrollan periódicamente en la villa. En él se dan cita grupos y personalidades del mundo de la danza, teatro y folclore de España, además de una selección de entidades extranjeras.
- Fiesta de la Virgen de los Desamparados (fiesta de la Virgen) se celebra el domingo siguiente al 15 de agosto. Tiene como principales actos entre otros la Misa mayor, la procesión y toro embolado.